# Repaš
Repaš – wieś w Chorwacji, w żupanii kopriwnicko-kriżewczyńskiej, w gminie Molve. W 2011 roku liczyła 468 mieszkańców.